# 異界探偵トレセ
『異界探偵トレセ』（いかいたんていトレセ、原題: Trese、タガログ語発音: [ˈtrɛsɛ]）はシンガポールのBASE Entertainmentが製作した日本アニメスタイルのネットアニメ作品。現代のマニラを舞台に、フィリピンの神話や伝承上の妖怪を扱っている。ブジェッテ・タンとカジョ・バルディッシモによる同題のコミック作品が原作で、フィリピン発のアニメ作品として話題を呼んだ。米国では2021年6月10日に、その他の地域では翌日にNetflixから配信された。

## あらすじ
主人公トレセは父アントンから人間界と異界の調和を保つ使命を受け継ぎ、双子の護衛クリスピンとバシリオとともにマニラの超常的な事件を解決する。それとともにトレセらの過去が徐々に明らかにされていく。やがてトレセは運命を背負って世界の破壊と再生を司る神ダトゥ・タラブサオと対決することになる。

## 登場人物

### 主要キャラクター
アレクサンドラ・トレセ (Alexandra Trese)
常に黒いロングコートを着用する若い女性。異界に対する人間界の代表者ラカンである父と、迷った魂を導くババイランである母の間に生まれたババイラン・マンデリグマ（呪医にして戦士）。当代のラカンとして世界の調和を保つ使命を帯びている。人間社会では超常的な事件を扱う探偵という顔を持つ。魔術に長け、火の精霊グレート・サンテルモを召喚する。シナという名の強大な力を持つクリスナイフを武器にしている。
カンバル (The Kambal)／クリスピンとバシリオ (Crispin and Basilio)
双子の男性で、二人合わせて「カンバル（双子）」と呼ばれる。アレクサンドラのことを「ボス」と呼ぶが、実際は姉弟同然に育ってきた。空中浮遊や自己治癒の能力を持ち、戦闘ではそれぞれ笑い顔と泣き顔の仮面をつけて二丁拳銃で戦う。

### 人間
アントン・トレセ (Anton Trese)
アレクサンドラの父。人間界の代表として異界との間に協定を結んだ。尊敬を集めていた一方敵も多く、通過儀礼「バレテの木の試練」に臨むアレクサンドラを守るために命を落とした。
ミランダ・トレセ (Miranda Trese)
アレクサンドラの母で幼い娘に魔術を教えた。やはり異界との抗争によって殺された。
ゲレーロ警部 (Captain Guerrero)
ベテラン警官。アントンの代からトレセ家に超常的な事件の解決を依頼してきた。
ハンク (Hank)
トレセ家に仕える男性。バーを経営している。
サンチョ・サンタマリア市長 (Mayor Sancho Santamaria)
異界の何者かと取引した野心家。強力な黒魔術を操る。

### 異界の住人
ヌーノ (Nuno)
下水路に住む精霊。呼べばどこにでも現れ、チョコレートと引き換えに情報を売る。土と泥でできた巨人ラマン・ルパたちを従えている。
エミサリー (Emissary)
死の女神イブの使者で、死者の魂を冥界に運ぶ役目を持つ。人間界で便宜を図ってもらうため、トレセには友好的に接する。
イブワ (Ibwa)
食人の種族アスワンの一人。港湾の市場を仕切っている。
マリクシ (Maliksi)
ティクバラン（馬族）の王子。人間にカーレースを挑み、負けた男性を事故死させて女性をさらっていた。傲慢だが一族の誇りを重んじる。
バギョン・レクトロ (Bagyon Lektro)
雷精の一族の長。人間界では発電会社を所有している。アントンの後を継いだアレクサンドラを快く思っておらず、不品行な息子クリムリムを殺されたことで協定から離脱する。
ハンナとアミー (Hannah and Amie)
風の民の女性。クリスピンとバシリオに興味を示し、トレセに力を貸す。
アマン・パソ (Amang Paso)
地霊の長。美しいものに目がなく、人間の女優をしもべ妖精にしている。
ダトゥ・タラブサオ (Datu Talagbusao)
世界の破壊と再生を司る残忍な戦いの神。

## キャスト
| 登場人物                       | 日本語版   | 英語版                           | フィリピノ語版                       |
| ------------------------------ | ---------- | -------------------------------- | ------------------------------------ |
| アレクサンドラ・トレセ         | 白石涼子   | シェイ・ミッチェル               | ライザ・ソベラーノ                   |
| カンバル／クリスピンとバシリオ | 細川祥央   | グリフィン・プアトゥ             | シモン・デラクルス                   |
| ゲレーロ警部                   | 魚建       | マシュー・ヤン・キン             | アポロ・アブラハム                   |
| ハンク                         | 三瓶雄樹   | ジョン・ジョン・ブリオネス       | クリストファー・カーロ・カリング     |
| ダトゥ・タラブサオ             | 谷昌樹     | スティーヴン・ブルーム           | ブライアン・アラン・エンカーナシオン |
| アントン・トレセ               | 谷内健     | カルロス・アラズラキ             | ユージン・アダリア                   |
| マリクシ                       |            | マニー・ジャシント               | スティーヴ・デラクルス               |
| ヌーノ                         | 斎藤寛仁   | エリック・バウザ                 | クリスチャン・ヴェラーデ             |
| マルコ・ゲレーロ               | 露木徳幸   | ダレン・クリス                   | ホセ・アマド・サンチャゴ             |
| ミランダ・トレセ               | 米倉希代子 | ニコール・シャージンガー         | チェスカ・アギルズ                   |
| サンチョ・サンタマリア市長     | 菊池康弘   | ルー・ダイアモンド・フィリップス | レネ・タンドス                       |

## 製作
2018年11月、ジェイ・オリヴァをエグゼクティブプロデューサー・監督として本作が製作されることが最初に発表された。監督にはデイヴィッド・ハートマン、メル・ズヴァイヤー、ティム・ダイヴァーが名を連ねた。脚本はジグ・マラシガン、ミーク・ヴェルガラ、ターニャ・ユソンによる。ユソンはまたシャンティ・ハーマインとともにBASE Entertainmentのエグゼクティブプロデューサーも務めた。製作はBASE Entertainment（シンガポール・インドネシア）、動画はTiger Animation（韓国）とLex+Otis Animation（米国）による。2020年10月に開催されたNetflixアニメフェスティバルにおいて原作コミックの作画家カジョ・バルディッシモと原作者バジェッテ・タンがショーランナーを務めることが発表された。
2009年、テレビか映画の原作にできる作品を探していたターニャ・ユソンは人に勧められて地元フィリピンのグラフィックノベル『トレセ』に出会い、土着の妖怪が登場するツイストの利いたストーリーに引き付けられた。しかし実写化の企画は10年近く日の目を見なかった。最終的にプロデューサー仲間のシャンティ・ハートマンがアニメ化を提案し、日本ではない地域のアニメ作品を求めていたNetflixと契約することになった。Netflixは2018年5月にフィリピン系のジェイ・オリヴァに接触して本作への参加を依頼した。オリヴァは翌々月に監督を引き受けた。米国在住のオリヴァは原作コミックを入手できず、メールで送ってもらったものをマニラへ向かう機中で初めて読むことになった。
オリヴァは『トレセ』アニメシリーズが既存のファンと原作を知らない視聴者の両方を満足させられるよう配慮した。オリヴァによると原作の中心的テーマは普遍的であると同時に非常にフィリピン的な家族と義務であり、それを損なわないようにしたという。ユソンの方針により、米国の動画制作スタッフはマニラの情景を正確に再現するため入念な現地ロケを行った。
音声はフィリピノ語、英語、日本語の3バージョンが録られた。フィリピンの趣を残し、さらに外国の視聴者がフィリピンの言語や文化を学べるように、英語版と日本語版にも一部でフィリピノ語のセリフが使われた。精霊がいるとされる場所を通るときに呼びかける言葉「タビ・タビ・ポ（→お退きください）」はその一例である。3バージョンのうち英語版が最初に録られたため、フィリピノ語版はそれをベースにして制作された。

### 脚本
ストーリーは原作コミックの最初の3冊から取られている。3冊はそれぞれ独立した作品として描かれていたが、アニメ版は一つの大きなストーリーとして再構成された。

### 声の演技
フィリピノ語版で主役のトレセを演じた人気女優ライザ・ソベラーノは自身の動画にアフレコで声を当てたことはあってもアニメ声優の経験がなく、「声の演技はただの演技と別物だから」とためらいを感じていたという。地声が高いソベラーノは本作のために胸声で低音を出すことを学ぶ必要があった。またタガログ語から地域的な訛りを消すのにも苦労した。
英語版の声優には主にフィリピン系が選ばれた。監督のオリヴァは適度なフィリピン訛りを残すよう要求したためキャストは演じやすかったようだという。主演のカナダ人女優シェイ・ミッチェルはタガログ語に馴染みはあったものの流暢ではなく、収録のたびにZoomを通じて方言指導を受けた。

### プロモーション
Netflixフィリピンと広告代理店ギギルは本作の配信前にフィリピン人としての一体感に訴えかけるキャンペーンを大きく展開した。エドゥサ通りのような主要ストリートに暴徒に破壊されたようなデザインのビルボード広告を掲示するプロモーションはオンラインで評判となった。大衆紙フィリピン・スターや経済紙ビジネスワールドには大型の広告が掲載された。大手メディアABS-CBNはケソン市にある中央放送センターのロゴ看板を作中の架空メディアABC-ZNNのものに変更したり、本社ビルに窓文字で番組名を表示したりといったプロモーション協力を行った。キャンペーンは成功をおさめ、ソーシャルメディアを通じて原作ファン以外にも知名度が高まった。

### 音楽
ケヴィン・カイナーならびにその息子ショーンとディーンが作曲を担当した。フィリピンのバンドUDDがエンディングテーマを提供した。UDDのベーシスト、ポール・ヤップは原作コミックの同人誌時代からのファンだったという。曲名の "Paagi" は現地語で人とすれ違う時に言う言葉で、劇中のセリフ「タビ・タビ・ポ」にも通じている。UDDは本編の配信開始前日にオンラインイベント「The Not ALive Concert」で "Paagi" を初公開した（動画 - YouTube）。視聴者が投稿した自撮り動画が幽霊のようなイフェクトとして演奏動画の中に取り込まれる趣向だった。監督のオリヴァはこの曲を現代的な曲だがフィリピンの楽器を用いていると言っている。ニュースポータルサイト、フィリピン・ニュースは暗く陰鬱なビートが作品に合っていると評した。

## エピソードリスト
| # | 題名        | 監督                     | 脚本               |
| --- | ----------- | ------------------------ | ------------------ |
| 1 | エピソード1 | ジェイ・オリヴァ         | ターニャ・ユソン   |
| 異界と人間の間に交わされた「協定」の効力が失われ始め、夜のマニラで人間が姿を消す事件が多発する。トレセは精霊ヌーノなど友好的な神霊から情報を集め、市長のサンタマリアが食人鬼アスワンの部族に市民を売り渡していたことを突き止める。トレセは忠実な部下クリスピンとバシリオを引き連れてアスワンを粛正し、市長を監獄に送る。 |             |                          |                    |
| 2 | エピソード2 | メル・ズヴァイヤー       | ジグ・マラシガン   |
| トレセは幼いころ、父アントンに従って「戦いの神」を信じるカルトの女性ラモーナを追っていた。／現代のマニラでは、人間に混じって暮らしている異界の者たちが生者の魂を奪っている。トレセは馬族の王子マリクシを公道カーレースで打ち負かし、二度と人間に手を出さないことを誓わせる。一方、雷精の長バギョン・レクトロの息子は交渉に応じず、戦って殺すことを余儀なくされる。レクトロはトレセの敵に回ると宣言する。 |             |                          |                    |
| 3 | エピソード3 | デイヴィッド・ハートマン | ターニャ・ユソン   |
| ラモーナは血の儀式によってタラブサオ神を現世に呼び戻した。しかしタラブサオは感謝するどころか、かつてラモーナに産ませた双子の息子を餌食にしようとした。／トレセは地霊の長アマン・パソが寵愛する女優が殺人者に狙われていると聞かされ、捜査にあたる。その正体は女優が産み捨てた赤子に憑依したチャナック（小鬼）であり、母親を求めていただけだった。トレセに非難されたアマン・パソは償いとして身近に裏切り者がいると伝える。 |             |                          |                    |
| 4 | エピソード4 | デイヴィッド・ハートマン | ミーク・ヴェルガラ |
| ラモーナは息子を守って殺された。タラブサオは制止しようとする警官ゲレーロやアントンを手もなく退けるが、幼いトレセの機転で再び封印された。／トレセは協定を存続させるためには力で異界を従わせるしかないと思い詰める。そんな中、大量の死体がゾンビとなってゲレーロが勤める警察署を襲う。警官がスラム住民を迫害したことへの復讐だった。ゲレーロは首謀者の男を誠心誠意説得して和解し、それを目にしたトレセは自身の使命を自問する。 |             |                          |                    |
| 5 | エピソード5 | ティム・ダイヴァー       | ミーク・ヴェルガラ |
| アントンはタラブサオの息子たち、クリスピンとバシリオを養育して正しく導いた。／獄中の市長がマニラ市内で連続爆弾テロを起こし、人間界と異界の両者を混乱に陥れる。トレセはわずかな協力者とともに監獄に向かう。市長に強大な力を与えていた裏切り者は悪意に駆られたヌーノだった。トレセらは操られた囚人や兵士を退け、ヌーノと市長を倒すことに成功する。安心したのもつかの間、すべての糸を引いていたタラブサオが姿を現す。 |             |                          |                    |
| 6 | エピソード6 | ジェイ・オリヴァ         | ジグ・マラシガン   |
| タラブサオは遥か昔から繰り返されてきた破壊と再生のサイクルを回すためにトレセを必要としていた。かつてアントンは自身の双子の娘が破滅をもたらす宿命の子だと知り、予言を破るため双子の一人を手にかけた。そして残されたトレセの自由を奪い、後継者に仕立て上げたのだという。「協定」も方便に過ぎなかった。初めて知った事実にトレセは動揺し、思いのままに世界を滅ぼせという声に屈しそうになるが、ゲレーロ警部の捨て身の訴えにより我に返る。このときもやはり、父から課された試練と、死んだ姉の魂から錬成された呪具がトレセに力を与えた。クリスピンとバシリオの助力もあり、タラブサオはこの世界から放逐される。 |             |                          |                    |

## 配信
『トレセ』は米国版Netflixのプラットフォームで2021年6月10日から、フィリピン版ではその翌日から視聴可能になった。全6エピソードで、フィリピノ語、英語、日本語の3言語版でそれぞれ独立のキャストによって配信された。6月9日にはNetflixのオンラインイベント "Geeked Week" のライブストリームで本作の冒頭5分間がプレビューされていた。

## 評価
『トレセ』は2021年6月13日時点で19か国においてNetflix番組トップ10入りを果たした。特にフィリピン（第1位）、カタール（第3位）、アラブ首長国連邦（第4位）、ジャマイカ（第5位）で順位が高く、他にランクインした国はアメリカ合衆国、エストニア、オーストリア、オマーン、カナダ、クウェート、シンガポール、スリランカ、セルビア、ドイツ、ナイジェリア、ニュージーランド、バングラデシュ、ブルガリア、リトアニアだった。フィリピンでは公開後初の週末にNetflix番組の首位を占めた。監督のジェイ・オリヴァによると、Netflixはフィリピン視聴者からの強い支持を確信しており、人気が持続すれば複数のシーズンが製作される可能性があるという。本作の製作者、出演者の大半はフィリピン人であり、このヒットをきっかけにフィリピンの文化産業を国際展開する機運も生じた。
ビジネス・ミラー紙のレビューは本作を「全体に高評価」とし、特にアクションシーンのアニメーションや、伝統音楽や現代のOPM（オリジナル・ピノイ・ミュージック）を取り入れた音楽を称賛した。
ショーン・タンはウェブマガジン Rabbit Hole の書評で本作が「マニラの街路のリアルを捉えている」と書き、プロット・セリフ・アニメーション・声優の演技を賞賛して「スタイリッシュなのに心に残る、オカルトもののフィリピン産フィルム・ノワール」と呼んだ。
本作にはケソン市の道路バレテ・ドライブに出現する幽霊「ホワイト・レディ」の都市伝説などフィリピンの民間伝承が取り入れられている。ホラー小説家イヴェット・タンは本作がフィリピンの社会問題を反映していると書いている。ドラッグ取り締まりが強化される中で容疑者への暴力が容認される問題はストーリーの一部となっており、マニラに実在するギャングは食人鬼アスワンの一族になぞらえられている。またメディア学研究者ブリス・リムは、キリスト教の到来によって権威を失った伝統的な女性呪医（ババイラン）が戦士の役割と組み合わされて魅力的に描かれていることを植民化以前の精霊信仰者像のとても現代的な解釈と評している。
Andrea Malaya M. Ragragio と Myfel D. Paluga は人類学を扱うウェブマガジン SAPIENSにおいて、本作のタラブサオが「争乱を起こして勢威を示す残忍な男性格の「戦争の神」」として描かれているのは、アメリカ植民地時代の人類学者フェイ＝クーパー・コールが残した「戦士と激情に駆られた者の守護者」という記述に拠るところが大きいと書いている。そのためミンダナオの土着集団がタラブサオ（もしくはその変形 busaw）と呼ぶ存在とはほとんど似ていないという。